# Les Enfants de la patrie
Singles de Nino Ferrer
Viens tous les soirs
(1970) Le Sud
(1975)
Les Enfants de la patrie est une chanson écrite, composée et interprétée par Nino Ferrer, paru sur l'album Métronomie, en 1972. Il sera le seul extrait de l'album à paraître en single, avec La Maison près de la fontaine en face B du 45 tours. 